# Treppiede

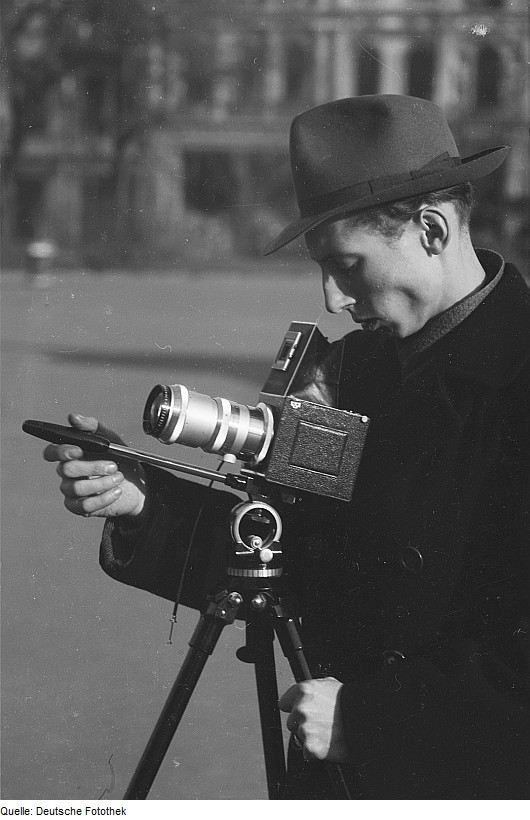
Treppiede con fotocamera

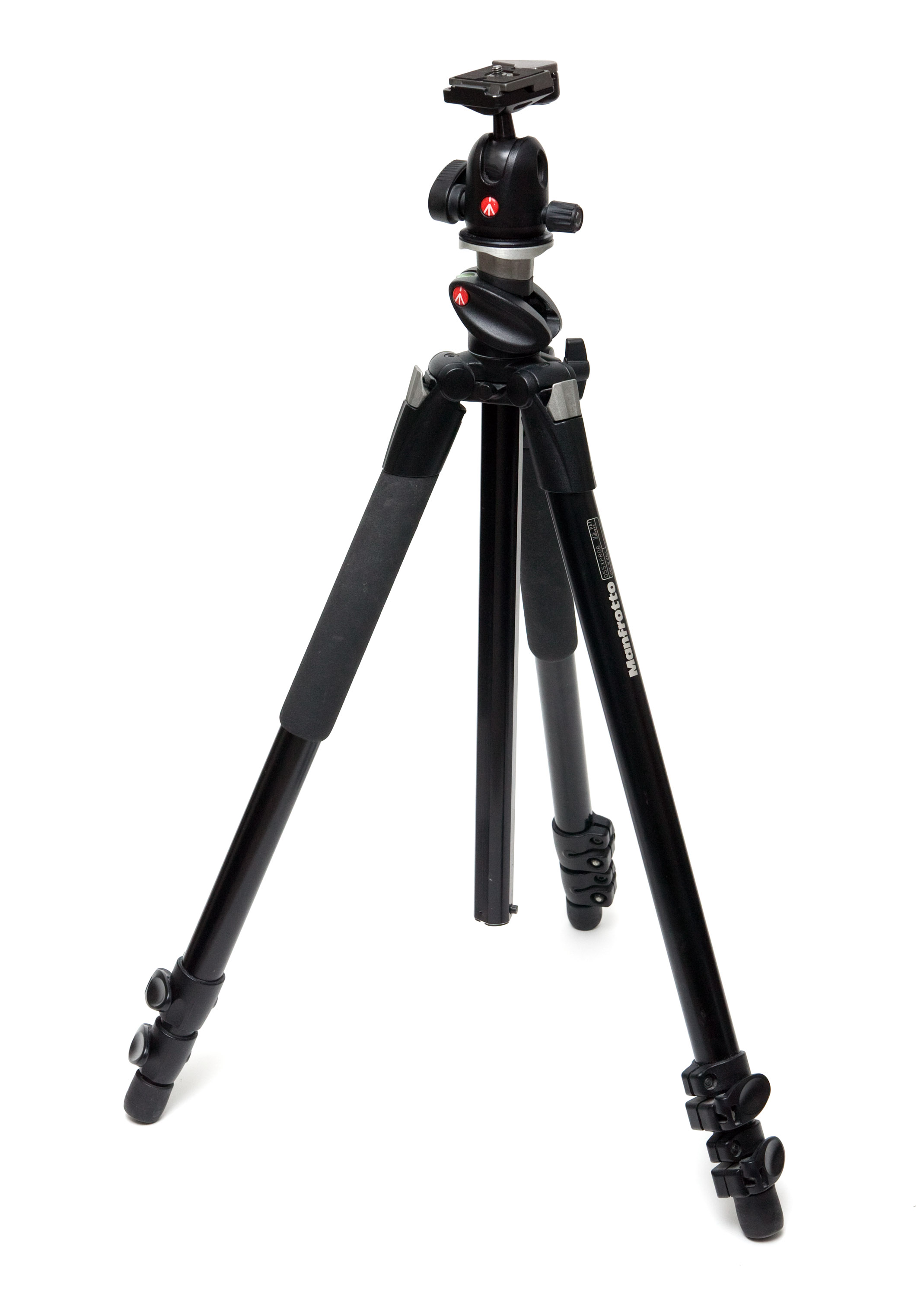
Treppiede portatile con colonna centrale retrattile

Il treppiède o treppièdi (o tripode, in greco antico: τρίπος?, trípos, da τρεῖς = tre e ποδ-, radice di πούς = piede), detto anche cavalletto o tripod, è un dispositivo di supporto per apparecchi topo-foto-cine-video-grafici, ecc., con funzioni di sostegno e di limitazione delle vibrazioni (che produrrebbero effetti indesiderati). È solitamente trasportabile e quindi è composto da tre gambe o piedi estensibili e ribaltabili, che formano l'appoggio sul terreno, convergendo ad una piattaforma con piano orizzontale. L'insieme, realizzato in materiale metallico, plastico, composito, in legno o in un misto di questi, forma il profilo di un tetraedro, il quale consente di dare ottime stabilità e rigidità, cin il controllo necessario per il posizionamento in condizioni diverse e su terreni anche sconnessi. Il treppiede è detto anche stativo, per analogia al supporto da studio del banco ottico, benché questo sia formato soprattutto da un'imponente asta centrale con basamento. L'apparecchiatura viene di solito collegata al treppiede, mediante un testa dotata di vari movimenti, per poter indirizzare l'asse ottico o la linea di mira dello strumento. I tre piedi sono solitamente muniti di terminali in gomma o di punte metalliche, in base alla natura del terreno.

## Utilizzo
Il termine risale a XIV secolo, ma l'utilizzo in campo foto-cine lo collocano (obbligatoriamente) dopo la prima metà del Ottocento, e dove il dispositivo veniva già usato per sostenere cannocchiali e telescopi, varie armi e vari misuratori geometrici. Le sedie o gli sgabelli più antichi, utilizzano da sempre il principio del treppiedi.

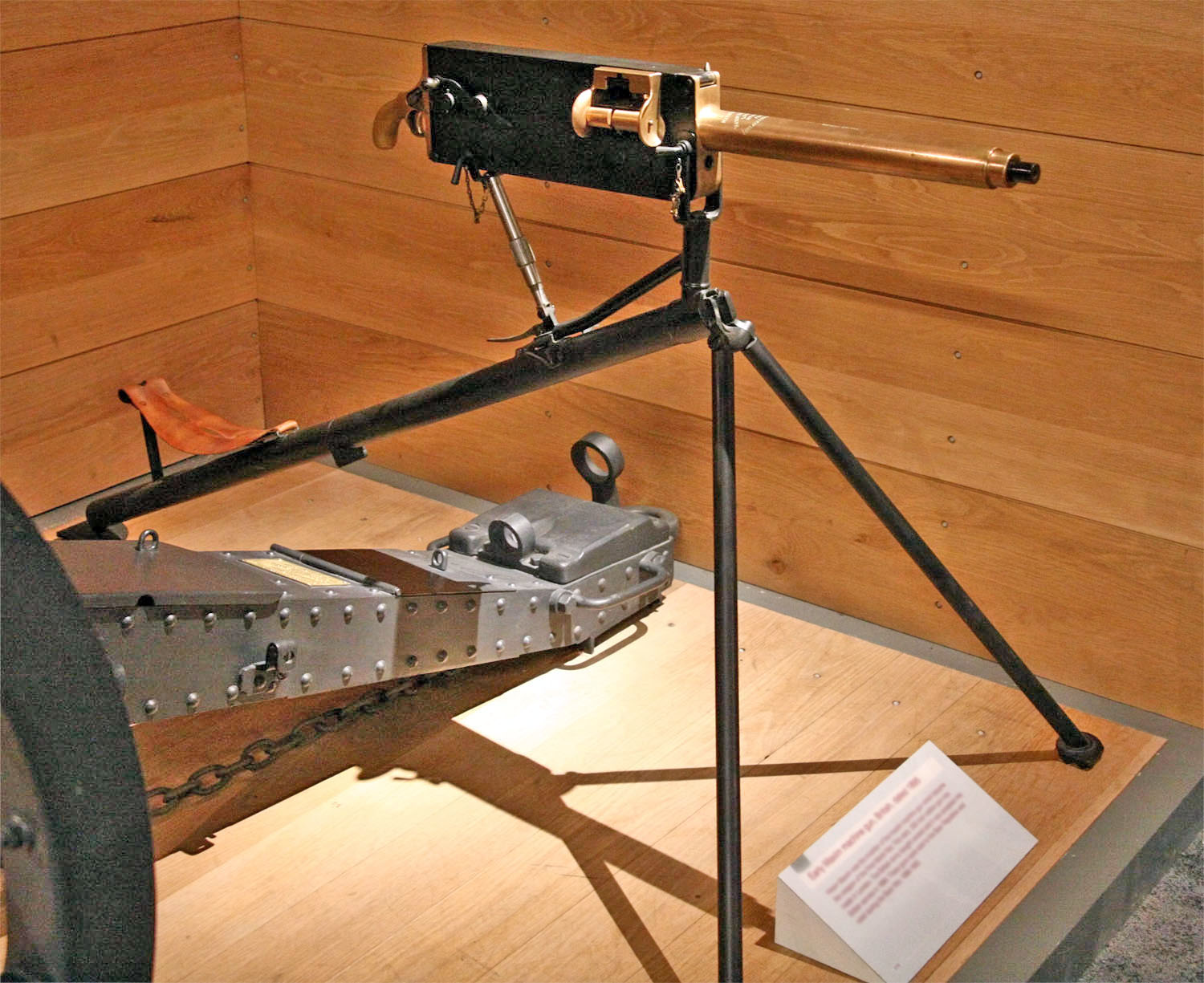
Treppiede con mitragliatrice

Nell'ambito delle armi da fuoco, il treppiede svolge la stessa funzione, ad esempio, per le mitragliatrici.
Altri treppiedi vengono usati in svariati campi, come nella stabilizzazione di strumenti scientifici e strumenti di rilevamento, tra cui telescopi amatoriali, teodoliti, ecc.
Intorno al 1903, grazie ad una intuizione dell'artista spagnolo, nonché scenografo, Mariano Fortuny, il treppiede della macchina fotografica venne riconvertito come supporto per la realizzazione della lampada Fortuny. Questa riconversione consentì una maggiore orientabilità della luce. 
Esistono anche i treppiedi da viaggio, progettati per soddisfare determinati criteri, tra cui leggerezza e dimensioni ridotte, per dare al fotografo la libertà di viaggiare senza pensieri, portando con sé il treppiede per lunghi periodi. Perciò, deve risultare piccolo e leggero, abbastanza da essere trasportato come bagaglio a mano, ma abbastanza robusto da supportare e stabilizzare la propria attrezzatura. Le specifiche tipiche di un treppiede da viaggio (senza testa), potrebbero essere: da 8 a 16 etti di peso, dimensione da 30 a 50 cm da chiuso, altezza da 90 a 180 cm da esteso, ed un carico utile da 1 a 4 kg circa.

## Costruzione
Il principio fisico su cui si basa il treppiede è legato alla statica di un corpo tridimensionale: la stabilità viene garantita all'interno di un intervallo di forze esterne agenti definite, quando il baricentro dell'oggetto in questione cade all'interno della propria proiezione ortogonale sul piano su cui poggia. In particolare, aumentando l'area di proiezione, il margine entro cui l'oggetto risulta essere stabile è incrementato.

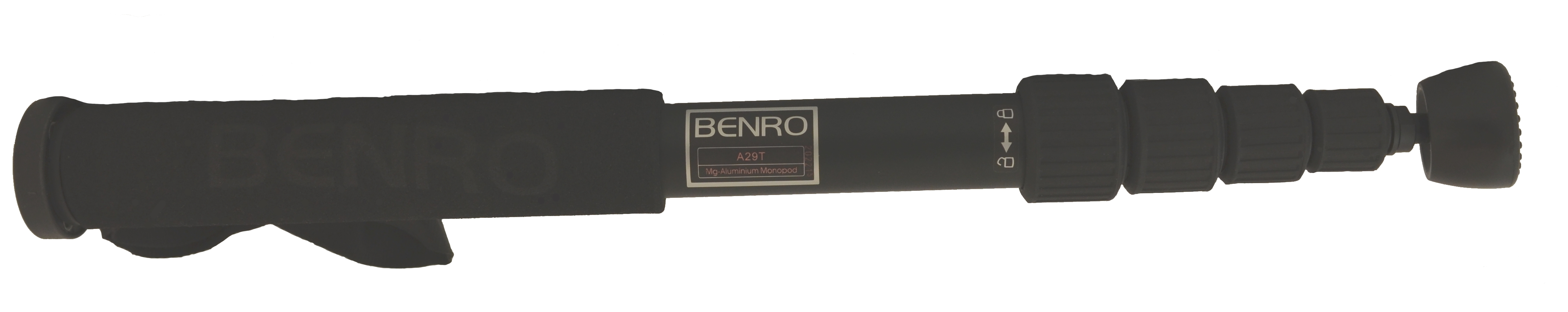
Monopiede estensibile senza testa

Esistono anche supporti a singolo piede, detti monopiedi, spesso usati in fotografia sportiva, oppure a due aste, detti bipiedi, più spesso usati per le armi da fuoco leggere, ma anche a più gambe (ad esempio, quattro), ma sono molto più rari.
L'aggancio con la testa (o con lo strumento) viene attuato tramite collegamenti a vite meccanica, seguendo lo standard internazionale ISO 1222:2010, chiamati 1/4 (1/4-20 UNC) e 3/8 (3/8-16 UNC) di pollice, ed usati rispettivamente per fotocamere di piccolo formato o l'attrezzatura più leggera, e per attrezzatura più pesante, come le fotocamere di medio e di grande formato. 

## Testa per treppiede
Quando il treppiede sostiene un'apparecchiatura che necessita di puntamento stabilizzato, deve permettere dei movimenti su uno o più assi, e per questo scopo deve essere dotato di una testa. I movimenti di libertà vengono appunto svolti dalla testa e sono solitamente tre (brandeggio, basculamento ed elevazione), per ciò che riguarda un movimento alt-azimutale, o ulteriori, nei movimenti equatoriali per i telescopi (questa testa, in campo di tecniche telescopiche, è denominata montatura). Oltre ai movimenti sugli assi, le teste possono fornire altri gradi di libertà, per esempio di traslazione, o funzioni ammortizzanti (teste fluide), ed altre ancora.

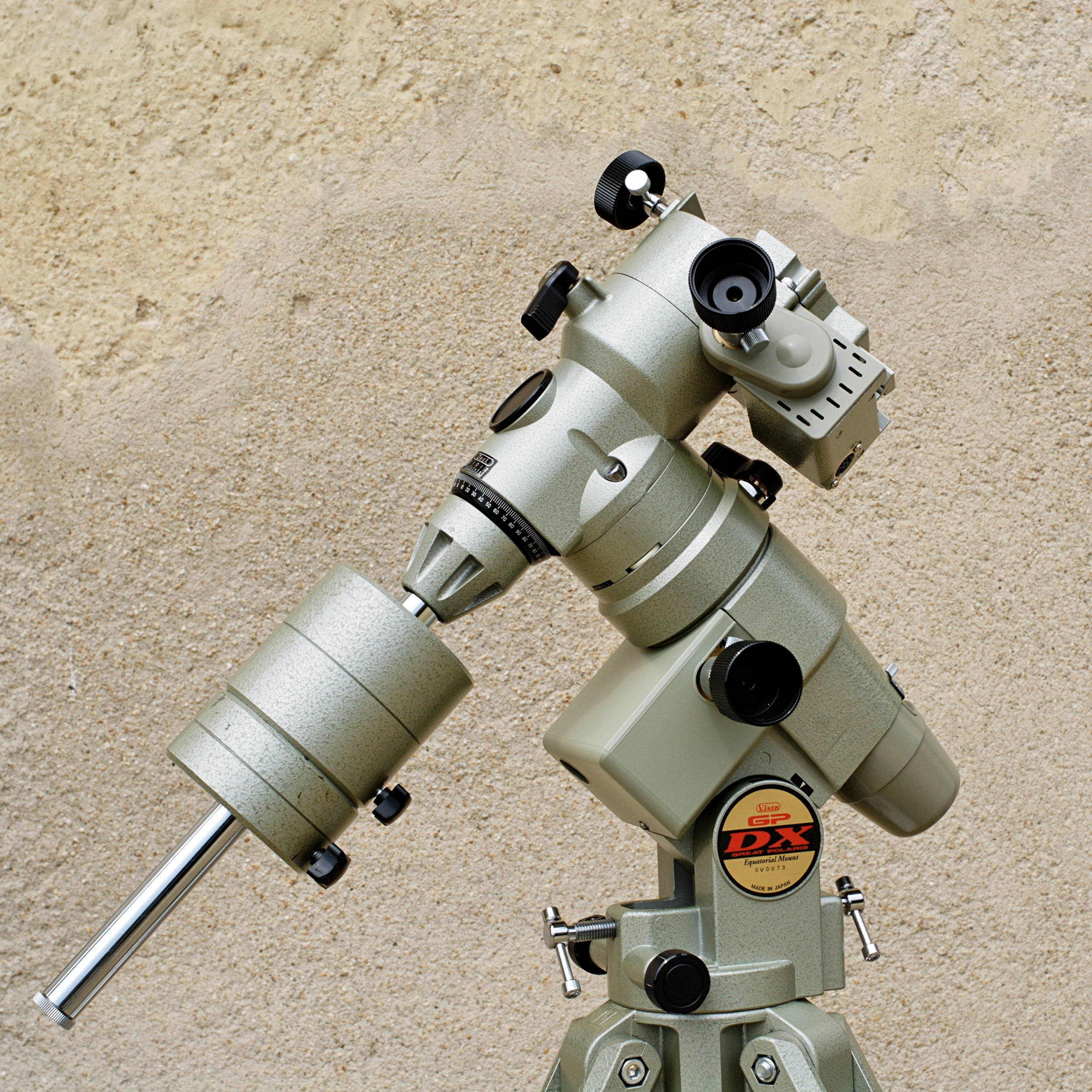
Testa astronomica con montatura equatoriale
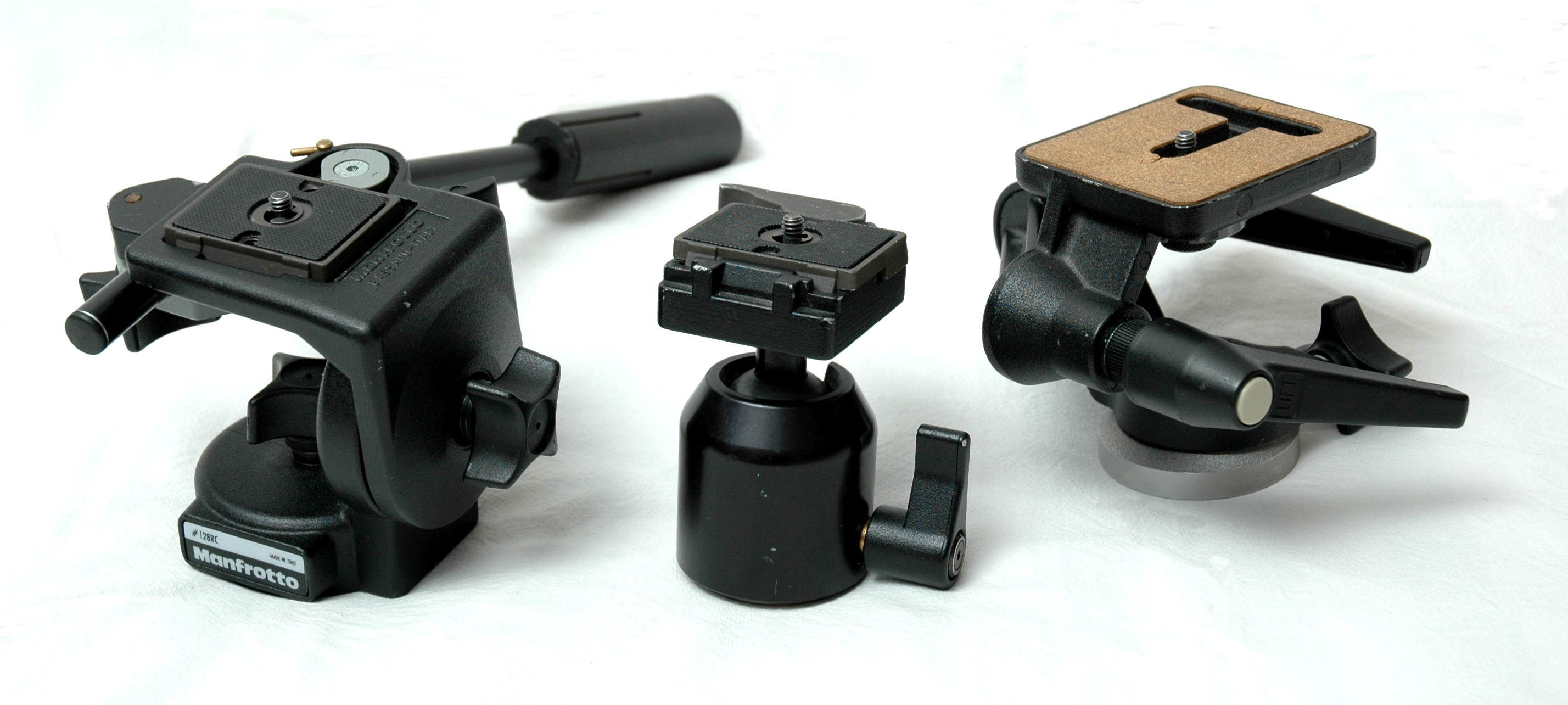
Varie teste fotografiche
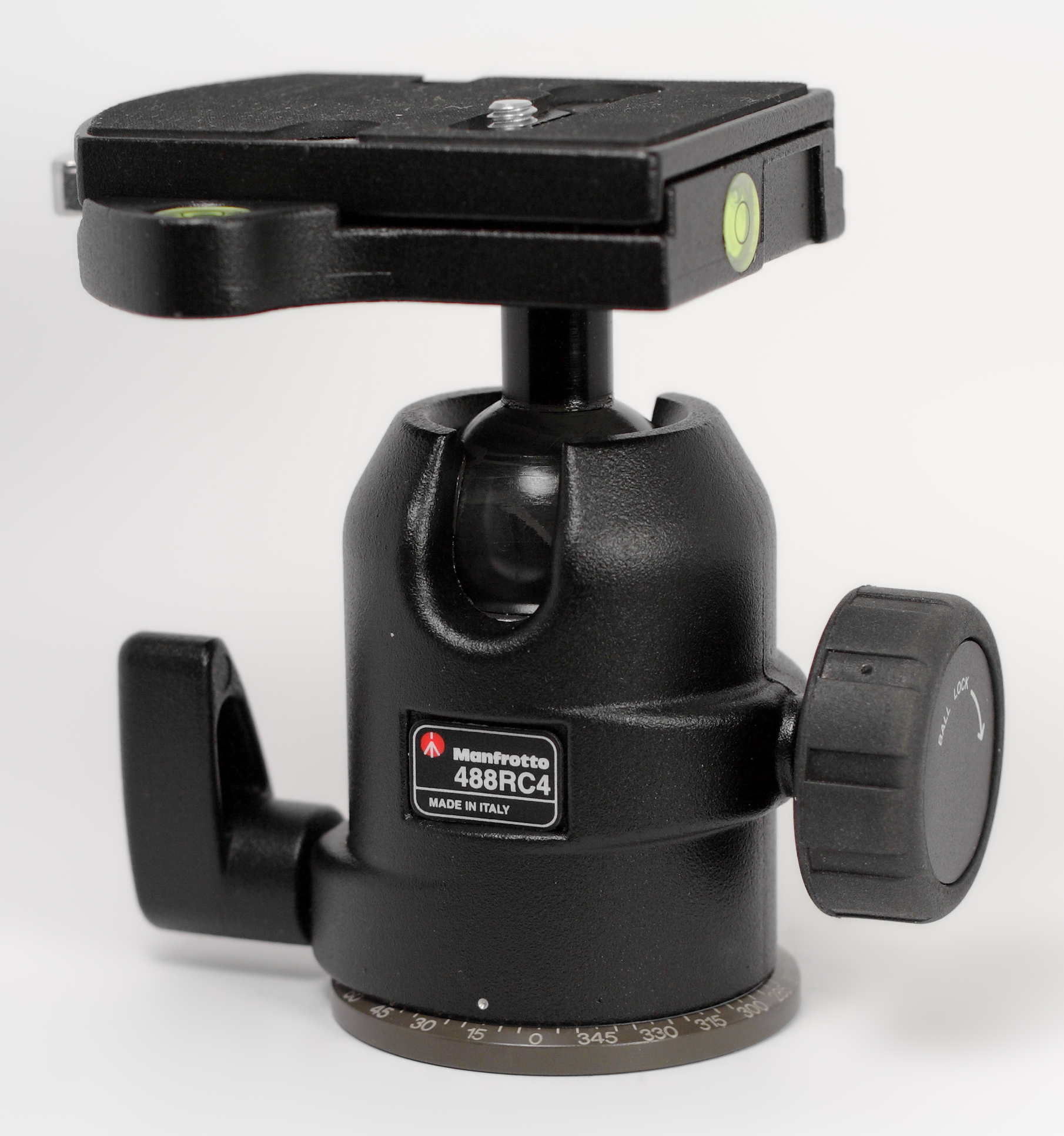
Testa a sfera con sgancio rapido
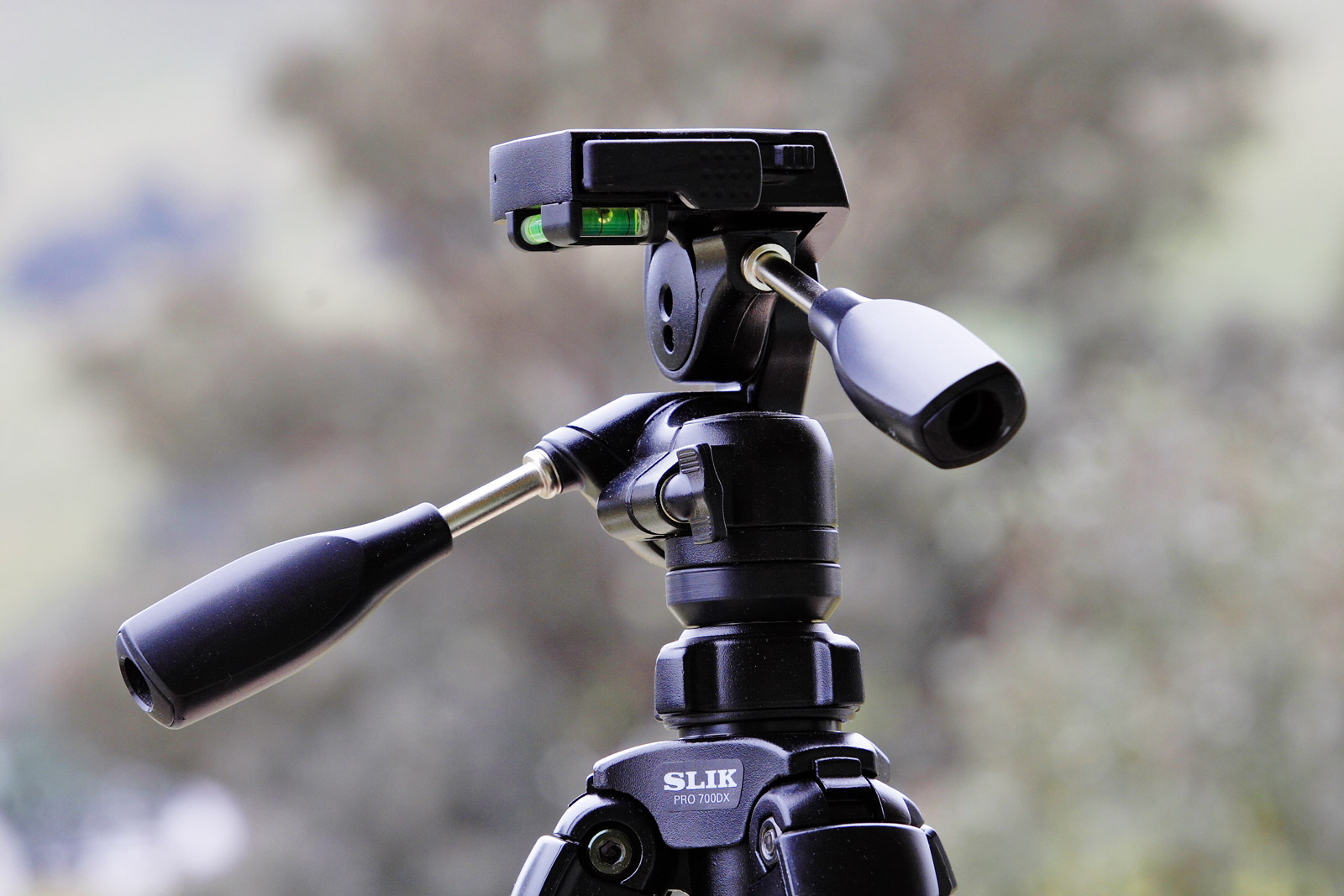
Testa a tre vie
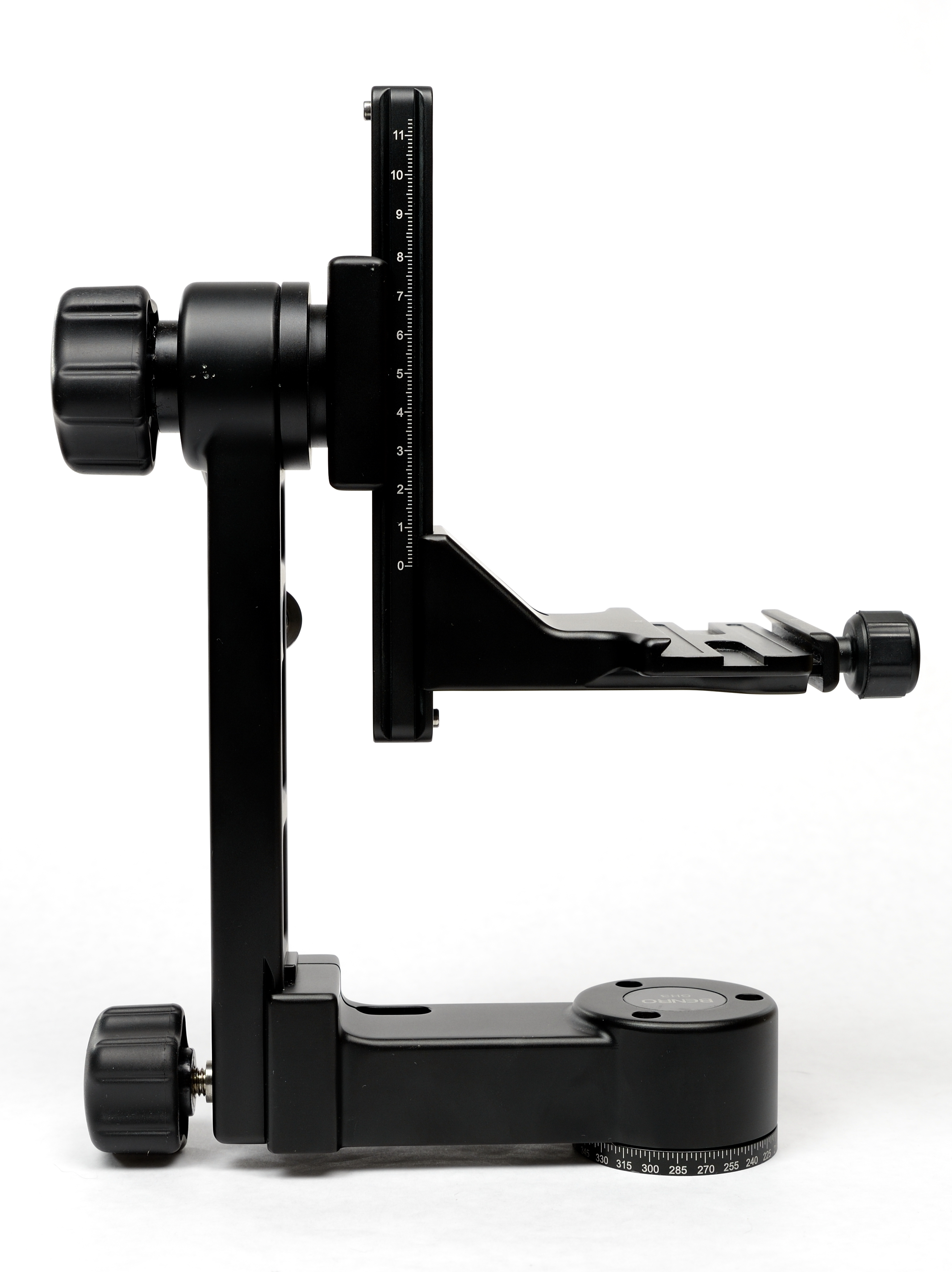
Testa gimbal o a pendolo o a bilancere
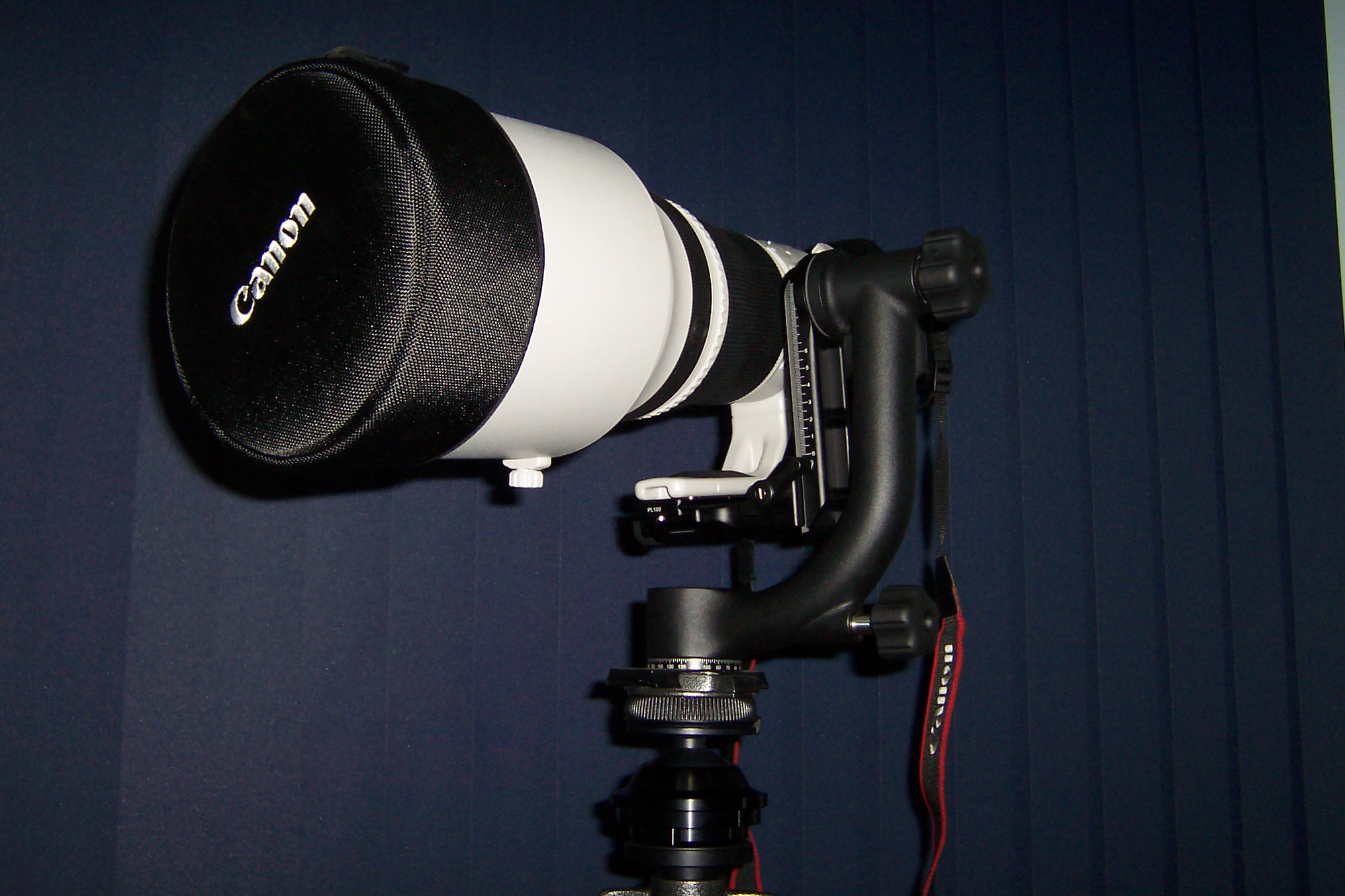
Gimbal in uso
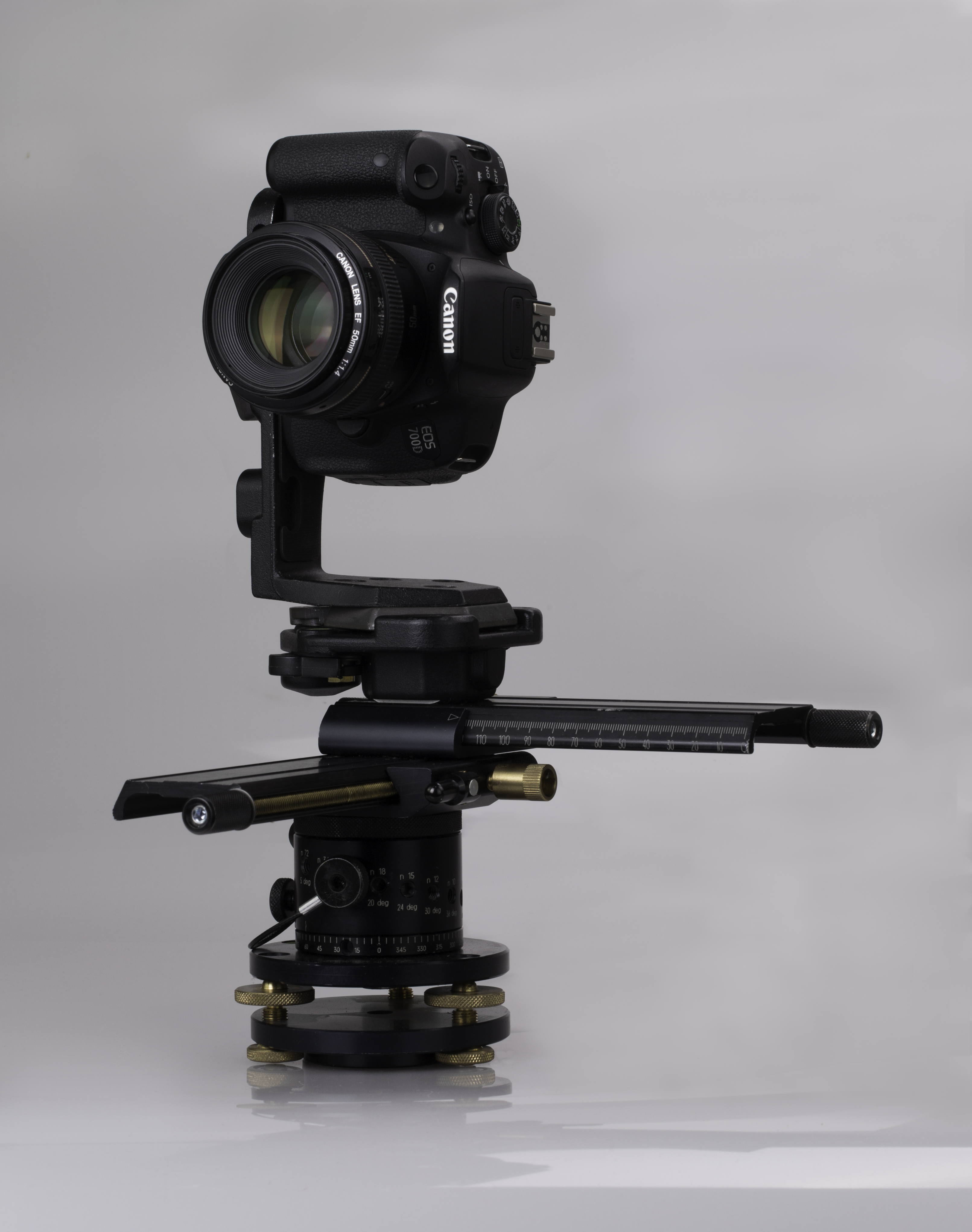
Testa panoramica
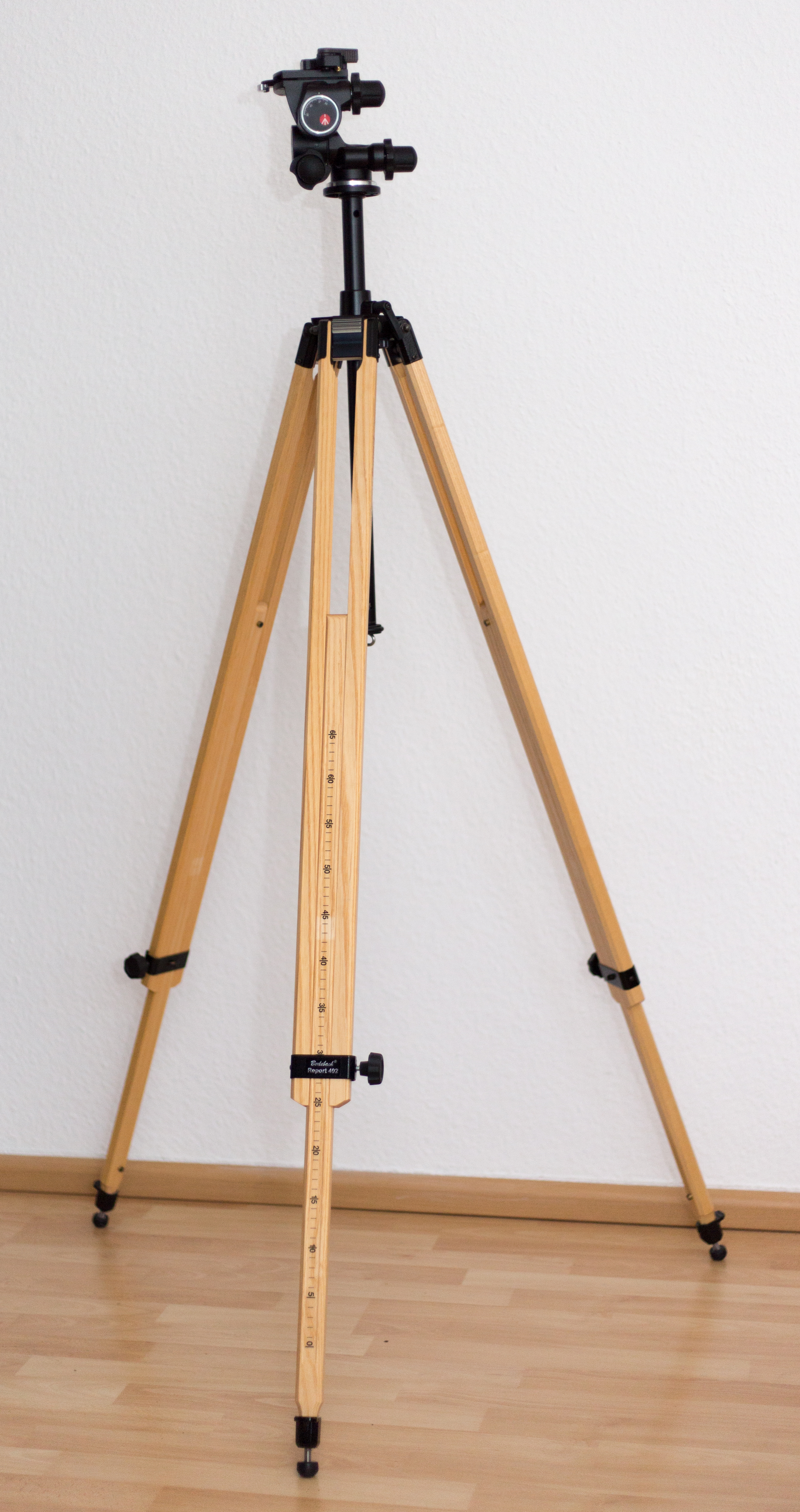
Treppiede in legno con testa a tre vie micrometrica
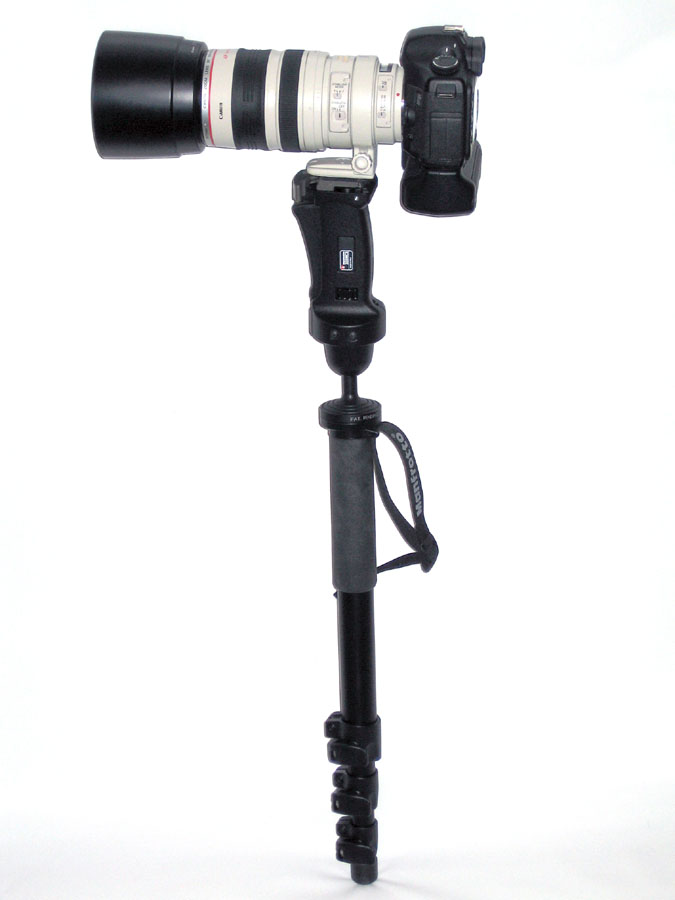
Monopiede con testa a pistola o a joystick
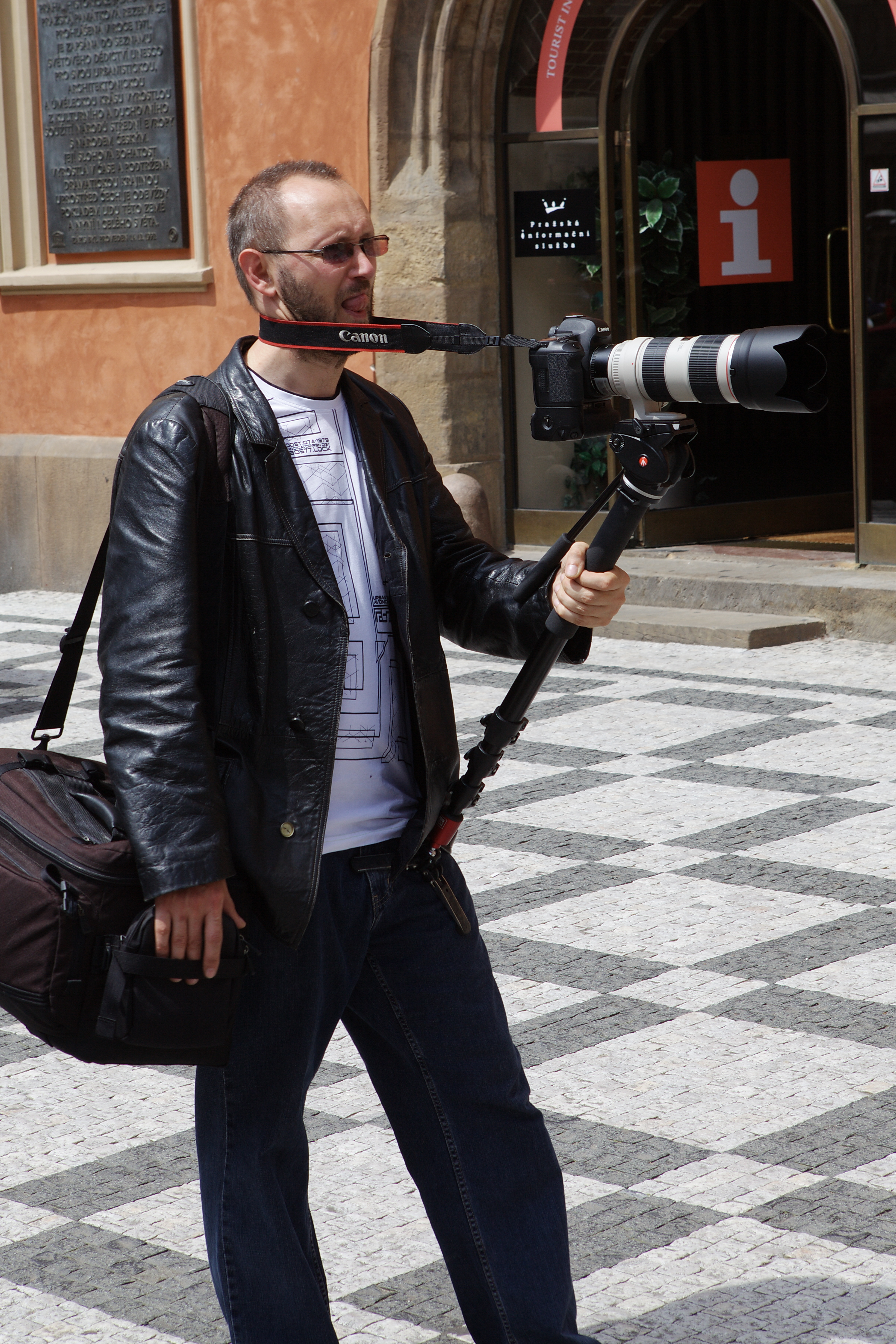
Particolare utilizzo del monopiede con testa video o a due movimenti
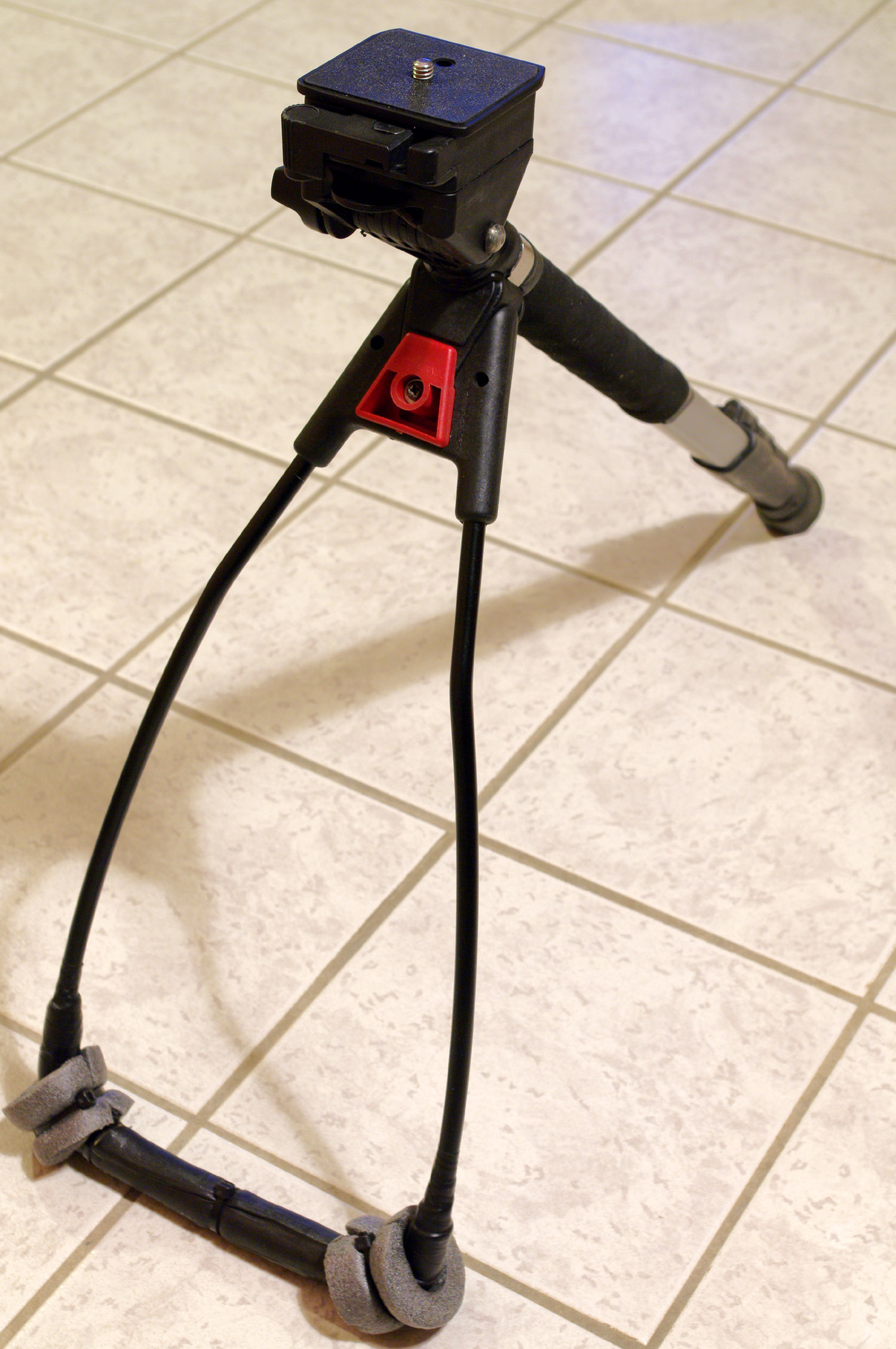
Particolare modifica di un monopiede con testa video
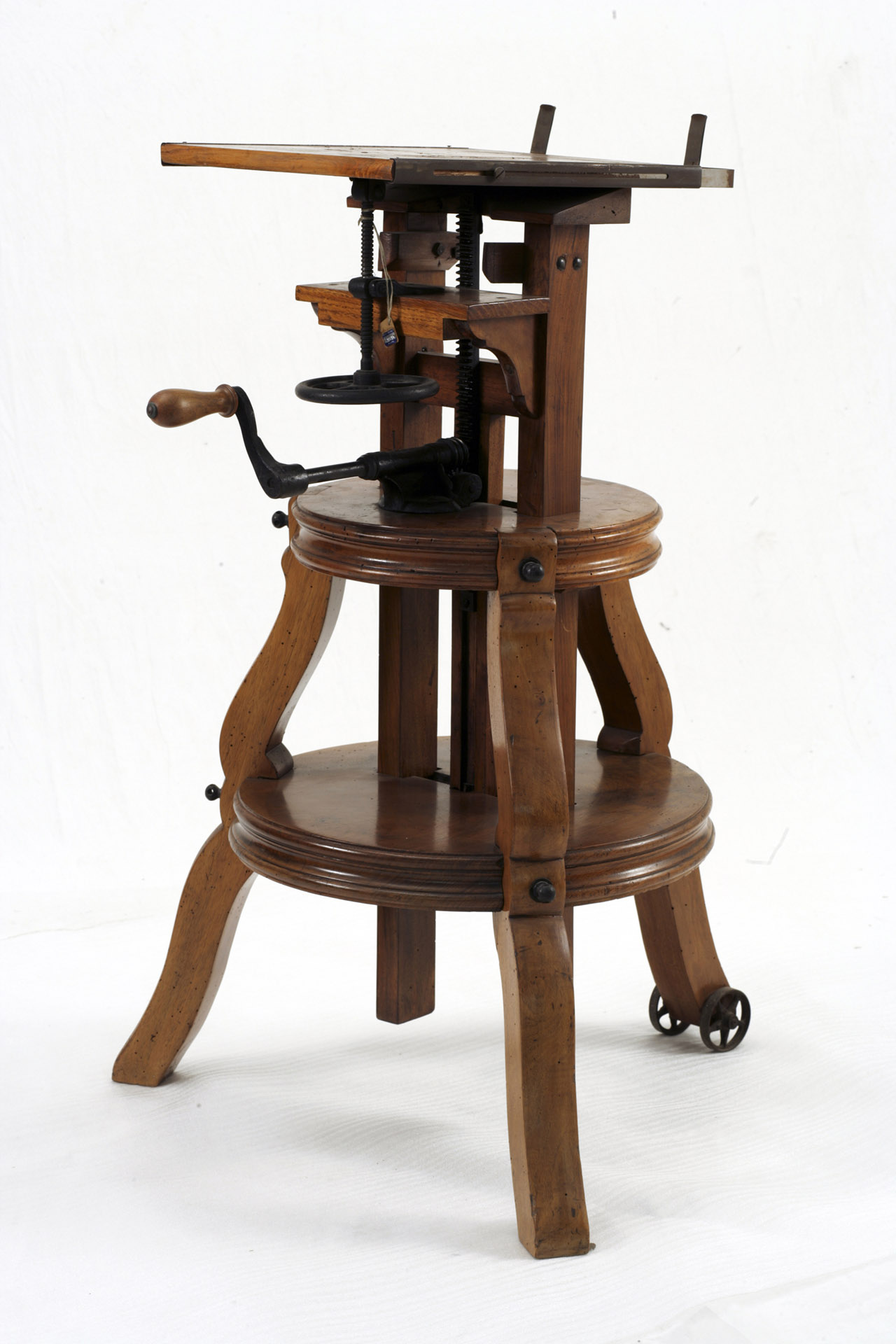
Antico treppiede da studio con testa incorporata
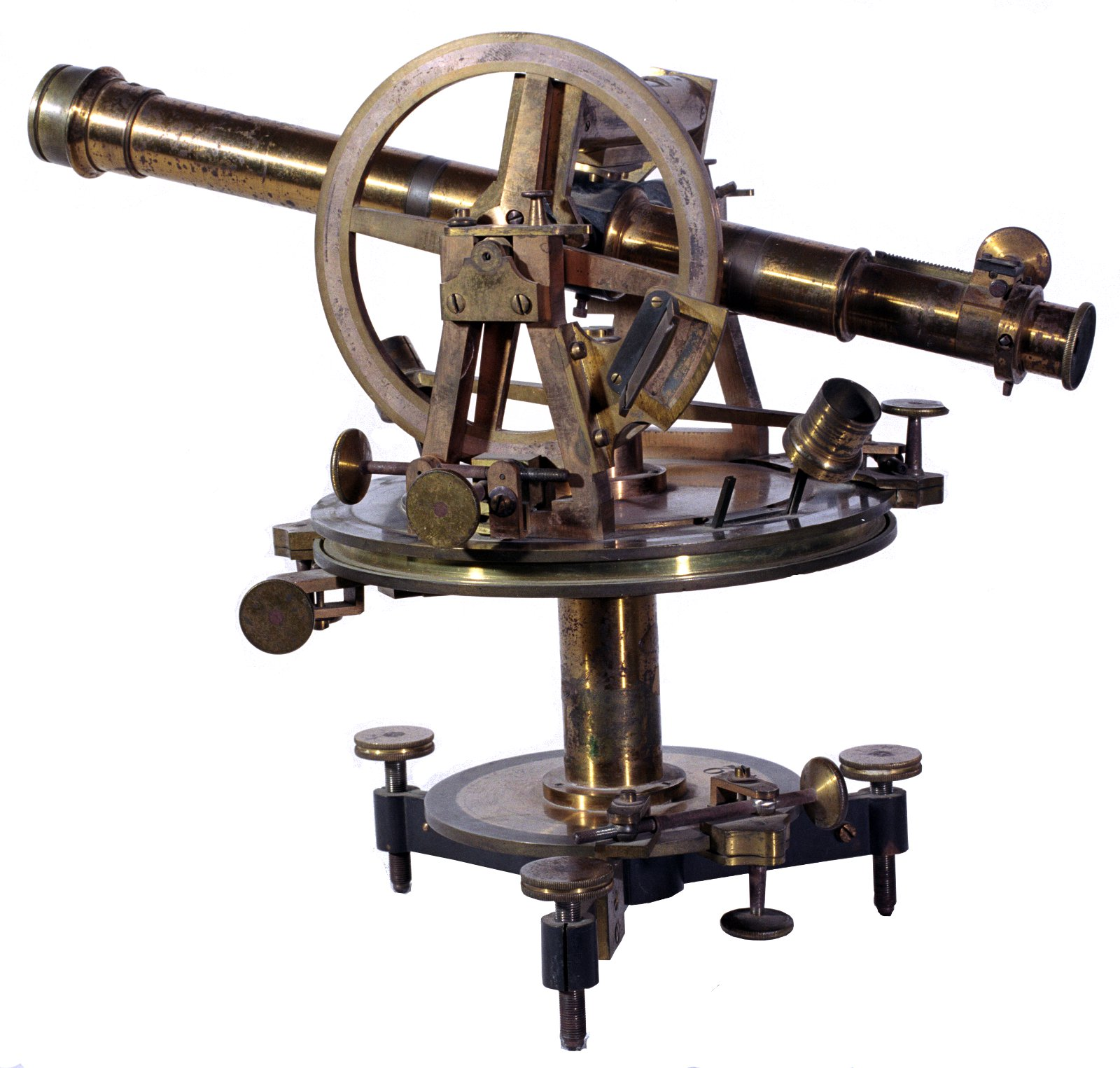
Antica testa per teodolite (topografia)